# Mueang Trat (huyện)
Mueang Trat (tiếng Thái: เมืองตราด) là huyện thủ phủ (Amphoe Mueang) của tỉnh Trat, phía đông Thái Lan.

## Lịch sử
Khu vực này có dân định cư năm 1901 với tên Khwaeng của Mueang Trat. Chính quyền đã nâng cấp Khwaeng thành huyện Mueang Trat năm 1908. Năm 1921, huyện đã được đổi tên thành Bang Phra theo tên tambon trung tâm. Tên của huyện được đổi thành Mueang Trat năm 1938.

## Địa lý
Các huyện giáp ranh (từ phía tây theo chiều kim đồng hồ) là: Laem Ngop, Khao Saming, Bo Rai of tỉnh Trat, the province Pursat, Koh Kong của Campuchia, Khlong Yai của tỉnh Trat và vịnh Thái Lan.

## Hành chính
Huyện này được chia thành 14 phó huyện (tambon), các đơn vị này lại được chia ra thành 97 làng (muban). Trat là thị xã (thesaban mueang) và nằm trên tambon Bang Phra và một phần của Wang Krachae. Thị trấn (thesaban tambon) Tha Phrik Noen Sai nằm trên toàn bộ tambon Tha Phrik và một phần của Noen Sai. Có 12 Tổ chức hành chính tambon.
| 1.  | Bang Phra      | บางพระ    |  |
| 2.  | Nong Samet     | หนองเสม็ด  |  |
| 3.  | Nong Sano      | หนองโสน   |  |
| 4.  | Nong Khan Song | หนองคันทรง |  |
| 5.  | Huang Nam Khao | ห้วงน้ำขาว  |  |
| 6.  | Ao Yai         | อ่าวใหญ่    |  |
| 7.  | Wang Krachae   | วังกระแจะ  |  |
| 8.  | Huai Raeng     | ห้วยแร้ง    |  |
| 9.  | Noen Sai       | เนินทราย   |  |
| 10. | Tha Phrik      | ท่าพริก     |  |
| 11. | Tha Kum        | ท่ากุ่ม      |  |
| 12. | Takang         | ตะกาง     |  |
| 13. | Chamrak        | ชำราก     |  |
| 14. | Laem Klat      | แหลมกลัด   |  |